# Felipe Santiago de Salaverry

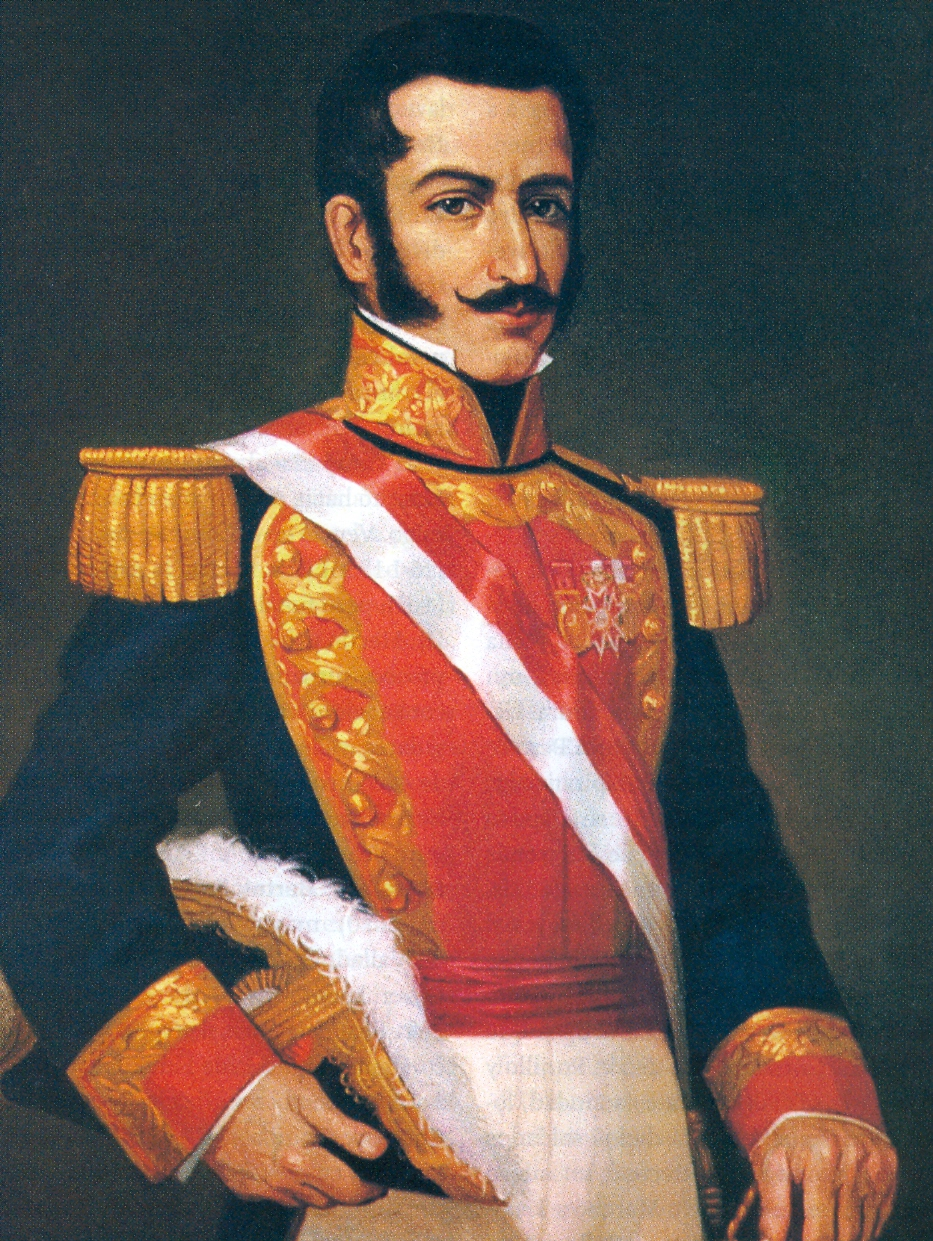
Felipe Santiago de Salaverry

Felipe Santiago de Salaverry (* 3. Mai 1806 in Lima; † 18. Februar 1836 in Arequipa) war ein peruanischer General und Staatspräsident von Peru vom 23. Februar 1835 bis zum 7. Februar 1836.

## Leben
Felipe Santiago de Salaverry besuchte das Real Convictorio de San Carlos in Lima, eines der renommierten Gymnasien der Stadt.

### Militärische Karriere
Gegen den Willen seines Vaters verließ er 1820 die Schule und schloss sich als Freiwilliger den von José de San Martín geführten Truppen an, die für die Befreiung von der spanischen Kolonialherrschaft kämpften. Anfangs im Rang eines Kadetten, durchlief er im Kampf gegen die Spanier eine steile Karriere. Er kämpfte in den Schlachten von Junín und von Ayacucho.
Nach dem Ende der spanischen Herrschaft beteiligte er sich am (gescheiterten) peruanischen Feldzug gegen Großkolumbien 1828/1829. 1831/1832 war er Militärkommandant der Stadt Tacna. Im Dienst der peruanischen Regierung schlug er mehrere Aufstände nieder. Zum Dank wurde ihm 1834 der Rang eines Generals verliehen.

### Präsident von Peru
Am 23. Februar 1835 erhob sich Salaverry selbst gegen die Regierung von Luis José de Orbegoso, nahm die Hauptstadt Lima ein und erklärte sich zum „Jefe Supremo de la República“, das heißt zum Präsidenten.
Als Orbegoso den bolivianischen Präsidenten Andrés de Santa Cruz um Hilfe bat und die bolivianische Armee in Peru einfiel, stellte sich Salaverry mit seiner Armee den Bolivianern entgegen. Am 7. Februar 1836 wurden die Truppen von Salaverry durch die Truppen von Santa Cruz in der Schlacht von Socabaya vernichtend geschlagen.
Nach mehreren Tagen ergab Salaverry sich General William Miller (Guillermo Miller), der ihn an Santa Cruz auslieferte. Santa Cruz ließ Salaverry – zusammen mit seinen Offizieren – nach kurzem Prozess auf dem Hauptplatz der Stadt Arequipa hinrichten.

## Ehrungen
Nach Felipe Santiago de Salaverry ist in Peru unter anderem der Puerto de Salaverry benannt, der Hafen der Stadt Trujillo.